# Hakkenden: Eight Dogs of the East
Hakkenden: Touhou Hakken Ibun (яп. 八犬伝 ―東方八犬異聞 Хаккэндэн —то:хо: хаккэн ибун, букв.«Хаккэндэн: Легенда о восьми Псах Востока») — японская манга Абэ Миюки, основанная на эпическом романе автора Кёкутэя Бакина «Нансо Сатоми Хаккэндэн» второй половины периода Эдо. Аниме-адаптация манги сделана Studio Deen, премьера состоялась 5 января 2013 года. Премьера второго сезона состоялась 8 июля 2013 года.

## Сюжет
Когда-то страной правила Тама-Адзуса. Люди назвали это время «Временем тьмы». Принцесса Фусэ из клана Сатоми магическим образом родила восьмерых воинов, которые вместе с ней вступили в борьбу с ужасной правительницей. Поскольку духовным отцом восьмёрки был одержимый демоном пёс, этих воинов стали называть Хаккэнси (八犬士): хати (хак-) (八) — восемь, кэн (犬) — собака, си (士) — воин. Иероглиф дэн (伝) в названии фильма означает «легенда».
Прошло много лет и на свет появились новые псы-воины. Все они разбросаны по разным уголкам страны и не знают друг про друга. У каждого из них есть родимое пятно в форме пиона (эмблема клана Сатоми), а также магические жемчужины, содержащим знаки кандзи, у каждого свой знак. Все фамилии псов-воинов начинаются с иероглифа 犬 («ину»), что означает «собака», а третье имя содержит иероглиф из жемчужины. Знаки на бусинах (жемчужинах) соответствуют принципам кодекса самурая Бусидо.
Пять лет назад в деревне Оцука разразилась эпидемия чумы. Выжили только трое детей, Сино Инудзука, Соскэ Инукава и Хамадзи. Они поселились в церкви неподалёку от другой деревни, рядом с которой расположен тёмный и опасный лес. Местные жители с подозрением отнеслись к поселившимся в церкви, но не мешали им. Имперская Церковь ищет демона Мурасамэ, живого меча, обладателем которого является Сино. Чтобы воздействовать на Инудзуку, люди Церкви похищают Хамадзи. Сино и Соскэ отправляются вслед за похитителями девушки в Имперский город. Там они сталкиваются с Сатоми Рио, одним из членов «Четырёх семей Священных Животных». Именно он спас детей в деревне Оцука. У Инудзуки и Инукавы есть жемчужины, содержащие знаки кандзи. Рио даёт Сино и Соскэ задание собрать всех восьмерых владельцев таких жемчужин с неизвестной целью.

## Персонажи

### Псы-воины
- Сино Инудзука (яп. 犬塚 信乃 Инудзука Сино)

На вид 13 лет, на деле его возраст 18 лет, родимое пятно в форме пиона на правой руке, является держателем бусины со знаком «ко» (孝): сыновняя почтительность. Один из трёх оставшихся в живых жителей деревни Оцука. Относится к Соскэ и Хамадзи, которых знает с детства, как к брату и сестре. Владеет живым магическим мечом Мурасамэ, который обычно находится внутри его правой руки. За пять лет до начала истории Сино был слабым и болезненным ребёнком, которому предсказали раннюю смерть, поэтому родители одевали его как девочку, надеясь таким образом обмануть судьбу. Став носителем Мурасамэ он сумел спастись и от чумы и от ранней смерти, предсказанной ему, став фактически бессмертным, но перестал расти, из-за чего и внешне и по характеру по-прежнему выглядит как 13-летний мальчик. Хотя ему 18 лет, но он, как правило, действует очень по-детски, из-за чего Соскэ часто дразнит его и читает нотации. Очень эмоциональный, несдержанный, энергичный и громкий, при этом добрый, наивный и любящий природу. Эти его качества привлекают к нему многих людей и духов. Сино очень легко и быстро подружился с Гэмпати, Кобунго и другими. Из-за свойств своего характера он очень прямолинеен, часто говоря и действуя по первому позыву, не задумываясь о последствиях, что обычно завершается нагоняем от Соскэ. Хотя внешне Сино часто выглядит беззаботным, на самом деле он часто думает о своём будущем, испытывая глубокий страх перед возможностью остаться одному после смерти Соскэ и Хамадзи, не обладающих бессмертием. Любит мясо, боится живых мертвецов, привидений и насекомых, при их виде убегая или цепляясь за Соске. Несмотря на свои фобии, Сино в бою проявляет большую храбрость. Обычно носит красно-белое длинное пальто со знаком Имперской церкви на спине, у него короткие фиолетовые волосы и зеленовато-жёлтые глаза.
Сэйю: Тэцуя Какихара
- Мурасамэ (яп. 村雨 Мурасамэ)

Демон, живой магический меч, власть которого, по слухам, несоизмерима ни с чем. Также говорится, что того, кто обладает Мурасамэ, ждёт трагический конец. Обычно находится в правой руке Сино. Может превращаться в ворона и общаться на человеческом языке. Став птицей любит сидеть на плече Инудзуки. Очень послушен Сино. Нередко врезается в магические барьеры, не видя их, и разбивает их. В своей истинной форме становится кровожадным монстром, напоминающим титанического пса. Так, когда Сино был тяжело ранен и потерял сознание, устроил настоящую бойню.
Сэйю: Нобухико Окамото
- Соскэ Инукава (яп. 犬川 荘介 Инукава Со:сукэ)

Родимое пятно в форме пиона на затылке, держатель бусины со знаком «ги» (義): ответственность, справедливость, чувство долга, дружеские отношения. Один из трёх оставшихся в живых жителей деревни Оцука. Может трансформироваться в большую беспородную собаку Ёсиро, которую очень любит Сино. Соскэ и его мать нашёл раненными на дороге отец Инудзуки, староста деревни Оцука, и доставил их к себе домой. Мать Инукавы умерла, а сам он потерял все воспоминания о том, что произошло ранее. Дружит с Сино с ранних лет, уже тогда оберегая своего более слабого друга. Относится к Сино и Хамадзи как к младшим брату и сестре, заботясь о них и охраняя. Очень строг в вопросах безопасности и, как правило, спокоен, уравновешивая импульсивность Сино. Готов ради Инудзуки пожертвовать жизнью, почти постоянно находясь рядом с ним и то и дело спасая Сино. У него очень добрая и нежная душа, он очень трудолюбив, не боясь никакой работы. Полной противоположностью ему является таинственный человек по имени Ао, который выглядит так же как Соске и называется его «тенью». Говорят, что Ао другая половина души Инукавы. Тень Соскэ, в отличие от оригинала, очень жесток и склонен к обману, он не колеблясь готов убить любого, если это будет на благо Сино. Соскэ одевается в чёрную одежду, которая похожа на школьную форму, у него короткие чёрные волосы и голубые глаза.
Сэйю: Сатоси Хино
- Досэцу Инуяма (яп. 犬山 道節 Инуяма До:сэцу)

Держатель бусины со знаком «тю» (忠): верность, преданность, искренность, чистосердечие, служить верой и правдой). Был спасён от замерзания до смерти духом снега Юкихимэ, которая влюбилась в него. Ищет свою давно потерянную сестру, Муцуки, с которой был разделён в детстве. Позже выясняется, что его сестра это Хамадзи.
Сэйю: Синъитиро Мики
- Юкихимэ (яп. 雪姫 Юкихимэ)

Снежный дух, который спас от смерти Досэцу и отныне сопровождает его повсюду, делая его холодным даже жарким летом. Великолепно поёт, своим пением убаюкивая людей, которым предстоит замёрзнуть. Однако в обмен на жизнь Досэцу отдала свой голос и сопровождает его везде, сохраняя полное молчание. Не позволила Шино рассказать, что пожертвовала голосом в обмен на жизнь человека.
Сэйю: Мамико Ното
- Гэмпати Инукай (яп. 犬飼 現八 Инукай Гэмпати)

Родимое пятно в форме пиона на правой щеке, держатель бусины со знаком «син» (信): честность, искренность, доверие, верный. Капитан императорской военной полиции. Три года назад вместе со своим молочным братом Кобунго служил на Севере, где их обоих атаковали демоны. В результате инцидента Гэмпати сам стал демоном, умеющим метать молнии и пожирающим сверхъестественных существ. Сестра Кобунго Нуи была невестой Гэмпати, но пока он был на Севере она забеременела от другого мужчины, а узнав о возвращении жениха, покончила с собой. Её смерть принесла много горя Гэмпати и, как результат, он пытался покончить жизнь самоубийством, но безуспешно. У него есть платонические чувства к Сино, которые сам Инудзука в силу наивности не понимает. В силу этого Инукаи весьма заинтересованы в Сино, часто наблюдает за ним и помогает ему в ходе миссий. Гэмпати тихий, спокойный человек, очень серьёзно относящийся к своей службе в военной полиции. Способен держать свои мысли и эмоции под контролем, что позволяет ему быть очень эффективным в своей работе.
Сэйю: Томоаки Маэно
- Кобунго Инута (яп. 犬田 小文吾 Инута Кобунго)

Родимое пятно в форме пиона ниже спины, держатель бусины со знаком «тэй» (悌): забота о ближнем (уважение и почтительное отношение к старшим, уважение и любовь младшего брата к старшему). Работает в гостинице, принадлежащей его родителям. Ранее был солдатом, под командованием молочного брата Гэмпати Инукаи служил на Севере. Чуть не погиб в результате нападения демонов-людоедов. Чудом выжив, обнаружил, что теперь может превращаться в демона. В отличие от Гэмпати очень возбудимый человек, склонный без долгих раздумий принимать и осуществлять решения, что делает его похожим на Сино. К тому же очень упрям. заботится о тех, кто вокруг него, так неоднократно пытался освободить Гэмпати, когда того поймали охотники на демонов из числа монахов во главе с Сэйраном.
Сэйю: Тэрасима Такума
- Кэно Инудзака (яп. 犬阪 毛野 Инудзака Кэно)

Родимое пятно в форме пиона на правой груди, держатель бусины со знаком «ти» (智): мудрость. Странствующий актёр, сопровождающий труппу Коконоэ. За два года до начала событий сериала, Ао уничтожил деревню Кэно и убил его семью. Кроме того, Ао вырезал сердце Инудзаки, но юноша так хотел жить, что его спасла принцесса демонов Коконоэ, очарованная его желанием жить. Впервые встретив Соскэ, напал на него, думая, что это человек уничтоживший его родную деревню. Из-за несколько женственной внешности и длинных волос, Кэно иногда принимают за женщину. Инудзака отличный фехтовальщик.
Сэйю: Дзюнъити Миякэ
- Коконоэ (яп. 九重 Коконоэ)

Принцесса демонов, которая спасла от смерти Кено, отдав ему своё сердце.
Сэйю: Наоми Синдо
- Дайкаку Инумура (яп. 犬村 大角 Инумура Дайкаку)

Родимое пятно в форме пиона на левой груди, держатель бусины со знаком «рэй» (礼): уважение. Приёмный сын кукольника, который купил его у родного отца. Когда Дайкаку вырос, то пожелал пойти по стопам своего приёмного отца и также стал делать куклы, хотя и признаётся, что никогда не будет таким хорошим мастером. После смерти приёмного отца Инумуру нашёл его родной отец, желавший чтобы сын делал для него куклы. Дайкаку отказался, за что был убит. Юношу спасла его любимая кошка Норо, которая умерла раньше, но вернулась в виде духа, чтобы защитить его. У него есть младшая сестра Хинагину, дочь его приёмного отца.
Сэйю: Кэндзиро Цуда
- Симбэй Инуэ (яп. 犬江 仁 Инуэ Симбэй)

Держатель бусины со знаком «дзин» (仁): человеколюбие. Родимое пятно в форме пиона на левой руке.
Сэйю: Цубаса Ёнага

### Четыре семьи Священных Животных
- Рио Сатоми (яп. 里見 莉芳 Сатоми Рио:)

Один из членов «Четырёх семей Священных Животных», материализует дух своего Священного Животного в форме гигантского белого волка Оками по имени Яцуфуса. Именно Рио спас Сино, Соскэ и Хамадзии при уничтожении деревни Оцука. Сатоми вызвался быть опекуном Сино, также он попросил Инудзуку и Инукаву найти других шестерых держателей бусин со знаком кандзи, не скрыв от них свои цели. Знал Сино ещё до инцидента в Оцуке и был тем, кто дал Сино Мурасамэ для того, чтобы спасти его жизнь. Намерено запечатал память Сино и скрыл, что он его брат.
Сэйю: Хироси Камия
- Канамэ Осаки (яп. 尾崎 要 Осаки Канамэ)

Один из членов «Четырёх семей Священных Животных», способен призвать пять лис. Был изгнан из своей семьи после того, как стало известно, что он обладает властью над духом-лисом. связей с родственниками не поддерживает. Вступил в конфликт со старшим братом, Сэйраном, после того как тот ранил Хамадзи. Предположительно испытывает чувства к Хамадзи. Постоянно дразнит Рио, с которым очень близок, и был тем, кто дал Сино прозвище.
Сэйю: Дайсукэ Намикава
- Аянэ Мидзуки (яп. 観月 あやね Мидзуки Аянэ)

Одна из членов «Четырёх семей Священных Животных», её дух-хранитель — гигантская змея по имени Чикаге (настоящее имя Хибики). Физически очень слаба. Из-за своей слабости и необычной внешности (красные глаза) ведёт отшельнический образ жизни, практически не покидая своей части дома, который делит с другими членами «Четырёх семей Священных Животных», и находясь под постоянной опекой Чикаге. Позднее подружилась с Хамадзи.
Сэйю: Сатоми Акэсака
- Нати Хинодзука (яп. 緋ノ塚 那智 Хинодзука Нати)

Один из членов «Четырёх семей Священных Животных», способен призвать большую чёрную пантеру по имени Каэдэ. Стал её обладателем вместо его старшего брата, который отказался принять существование демонического зверя. Поначалу его питомец не до конца принимал его, но позже он всё же признал его.
Сэйю: Кэйдзи Фудзивара

### Антагонисты
- Ао (яп. 蒼 Ао)

Тень Соскэ, являясь другой половиной его души. В отличие от Инукавы очень жесток и склонен к обману. Получил тело от Фусэхимэ. В отличие от Соскэ, обладает детскими воспоминаниями, которые Инукава забыл, о чём любит напоминать Сино. Напал на деревню Инудзаки, убив его семью, а у самого Кэно забрал сердце, при этом был ранен, обзаведясь шрамом на лице. Обладает мечом Осиба, который является братом меча Кэно. Хочет быть рядом с Сино и заботится о нём, не колеблясь готов убить любого, если это будет на благо Инудзуки. Узнав, что Сино понравились глаза Кохаку, предложил женщине отдать ему её глаза, взамен пообещав ей продлить жизнь на неделю, но в итоге Ао достался лишь левый глаз. Очень похож на Соске, черноволосый, один глаз синий, другой золотого цвета, носит тёмную рубашку, светлые брюки и зелёный плащ.
Сэйю: Сатоси Хино
- Фусэхимэ (яп. 伏姫 Фусэхимэ)

Дала тело Ао, часто его сопровождает. Возможно собирается поквитаться со страной убившей её детей.

### Другие
- Сэйран (яп. 青蘭 Сэйран)

Монах, старший брат Канамэ Осаки. Возглавляет отряд монахов-охотников на демонов. Захватил и пытался убить Гэмпати, считая, что тот представляет угрозу для людей. Позднее вступил в конфликт с младшим братом, после чего пропал, возможно был убит Канамэ.
Сэйю: Нориаки Сугияма
- Хамадзи (яп. 浜路 Хамадзи)

Одна из трёх оставшихся в живых жителей деревни Оцука. Относится к Соскэ и Сино, которых знает с детства, как к братьям. Склонна манипулировать мальчиками, но при этом любит их и заботится о них. Происходит из семьи врачей и потому из-за испытанной на ней медицины имеет красные волосы, а также способность создавать лекарственные отвары. В отличие от Сино не является уроженкой Оцуки. Впоследствии выясняется, что она на самом деле Муцуки, давно потерянная сестра Досэцу, с которым была разлучена в детстве. Хочет быть врачом, желая помочь Сино, который перестал расти после того как ему исполнилось 13 лет.
Сэйю: Аяхи Такагаки
- Мэгу (яп. メグ Мэгу)

Чёрное существо из водорослей в форме шара с глазным яблоком и ртом, которое служит Сино. При намокании его размер резко возрастает, что делает его полезным в определённых ситуациях. Мурасамэ постоянно пытается съесть его.